# Окулярник меланезійський
Окулярник меланезійський (Zosterops hypoxanthus) — вид горобцеподібних птахів родини окулярникових (Zosteropidae). Ендемік Папуа Нової Гвінеї.

## Опис
Обличчя птаха чорне, шия, спина і крила темно-оливкові, гузка оливкова, хвіст чорний, нижня частина тіла яскраво-жовта. Виду не притаманний статевий диморфізм. Навколо очей білі кільця, незамкнені зпереду. Виду не притаманний статевий диморфізм.

## Підвиди
Виділяють три підвиди:
- Z. h. hypoxanthus Salvadori, 1881 — острови Умбой[en], Нова Британія, Ватом[en] і Міоко[en];
- Z. h. ultimus Mayr, 1955 — острови Новий Ганновер[en] і Нова Ірландія;
- Z. h. admiralitatis Rothschild & Hartert, E, 1914 — острів Манус[en].

## Поширення і екологія
Меланезійські окулярники мешкають на островах архіпелагу Бісмарка. Вони живуть в рівнинних і гірських тропічних лісах.